# Rejon kostopolski
Rejon kostopolski (ukr.  Костопільський район) – była jednostka administracyjna wchodząca w skład obwodu rówieńskiego Ukrainy.
Rejon utworzony w 1939 roku, miał powierzchnię 1496 km² i liczy około 63,8 tys. mieszkańców (2019). Siedzibą władz rejonu był Kostopol.
Na terenie rejonu znajdowała się 1 miejska rada i 19 rad wiejskich, obejmujących w sumie 61 miejscowości.
Zlikwidowany w 2020 roku w ramach reformy decentralizacyjnej. Jego ziemie weszły w skład nowego rejonu rówieńskiego.

## Miejscowości rejonu
- Aleksandrówka (Олександрівка)
- Bazaltowe (Базальтове)
- Berestowiec (Берестовець)
- Biczal (Бичаль)
- Borszczówka (Борщівка)
- Brzuszków (Брюшків)
- Czudwy (Чудви)
- Danczymost (Данчиміст)
- Deraźne (Деражне)
- Diuksyn (Дюксин)
- Hanniwka (Ганнівка)
- Hłażewa (Глажева)
- Hołowin (Головин)
- Huta (Гута)
- Iwanyczi (Іваничі)
- Japołoć (Яполоть)
- Jasnobór (Яснобір)
- Kamienna Góra (Кам'яна Гора)
- Komarówka (Комарівка)
- Korczewie (Корчів'я)
- Korczyn (Корчин)
- Kosmaczów (Космачів)
- Kostopol (Костопіль)
- Lasopol (Лісопіль)
- Łedne (Ледне)
- Majdan (Майдан)
- Mała Lubasza (Мала Любаша)
- Marianówka (Мар'янівка)
- Maszcza (Маща)
- Mokwin (Моквин)
- Mokwynśki Chutory (Моквинські Хутори)
- Mydzk Mały (Малий Мидськ)
- Mydzk Wielki (Великий Мидськ)
- Myrne (Мирне)
- Nowy Berestowiec (Новий Берестовець)
- Osowa (Осова)
- Peńkiw (Пеньків)
- Perełysianka (Перелисянка)
- Peretoki (Перетоки)
- Piasków (Пісків)
- Podłużne (Підлужне)
- Postojno[3] (Постійне)
- Rokitno (Рокитне)
- Rudnia (Рудня)
- Sadky (Садки)
- Sołomka (Соломка)
- Stawek (Ставок)
- Stydyń Mały (Малий Стидин)
- Stydyń Wielki (Великий Стидин)
- Susk (Суськ)
- Trosteniec (Тростянець)
- Trubyci (Трубиці)
- Tyche (Тихе)
- Wielka Lubasza (Велика Любаша)
- Wołycia (Волиця)
- Wyhin (Вигін)
- Zbuż (Збуж)
- Złaźne (Злазне)
- Złotolin (Золотолин)
- Zwizdiwka (Звіздівка)
- Żalin (Жалин)
- Żylża (Жильжа)